# Landschaftspark Bodensee-Oberschwaben
Der Landschaftspark Bodensee-Oberschwaben ist ein Projekt des Regionalverbandes Bodensee-Oberschwaben, der Träger der Regionalplanung für das Gebiet des Bodenseekreises sowie der Landkreise Ravensburg und Sigmaringen ist.

## Geschichte
Die Grundsteine für das aktuelle Entwicklungskonzept wurden bereits in den Jahren 1999/2000 gelegt. In mehreren internen Workshops wurden zahlreiche Einzelfacetten der Raumentwicklung, die grundlegende Vorgehensweise und die notwendige Organisationsform diskutiert. Diese grundlegenden Vorüberlegungen waren Mitte 2001 abgeschlossen. Es wurden ein Leitbild entwickelt, Projekte initiiert und auf Machbarkeit überprüft, vorhandene Projekte integriert und weiterentwickelt sowie ein räumliches Gesamtkonzept entworfen.

## Partner
Projektpartner neben den Landkreisen des Landschaftsparks Bodensee-Oberschwaben sind die Gemeinden und Städte
- Baienfurt, Baindt, Berg,
- Eriskirch, Immenstaad am Bodensee,
- Kressbronn am Bodensee, Langenargen,
- Meckenbeuren, Oberteuringen, Friedrichshafen,
- Markdorf, Ravensburg, Tettnang, Weingarten

Unter der Federführung des Regionalverbandes Bodensee-Oberschwaben wurden als Partner noch die Industrie- und Handelskammer Bodensee-Oberschwaben (IHK), die Wirtschafts- und Innovationsförderungsgesellschaft Landkreis Ravensburg mbH (WIR GmbH) und die Wirtschaftsförderungsgesellschaft Region Friedrichshafen mbH (WFG Region Friedrichshafen mbH) gewonnen.

## Ziele
Mit der Initiative „Landschaftspark Bodensee-Oberschwaben“ soll die künftige Entwicklung dieses Raumes im Sinne einer ökologischen, ökonomischen und sozialen Nachhaltigkeit gefördert werden. Ziel ist, auf der Grundlage einer abgestimmten „Regionalen Freiraumkonzeption“ Projekte zur Sicherung und Entwicklung der Freiräume auf den Weg zu bringen. Dabei geht es nicht um einen Park im Sinne einer konservierenden Unterschutzstellung, sondern um die sinnvolle Weiterentwicklung vorhandener Strukturen zu einer dauerhaft nutzbaren und erlebbaren Kulturlandschaft.
In einer begleitenden Projektgruppe und einem Lenkungsausschuss, besetzt mit Fachleuten aus der Verwaltung sowie politisch verantwortlichen Personen, werden die Projektideen auf ihre Realisierbarkeit überprüft und für eine Umsetzung bzw. Förderung entsprechend vorbereitet. Dazu wurde bereits eine Wanderkarte im Maßstab 1:30.000 erstellt, die neben dem regionalen und lokalen Wanderwegenetz des Landschaftsparks auch Informationen zur Verkehrsinfrastruktur und zur touristischen Infrastruktur enthält.